# NGC 1129
NGC 1129 je galaksija u zviježđu Perzej.

## Vanjske poveznice
- SEDS: NGC 1129